# Sabine Siepelt
Sabine Siepelt (* 6. Dezember 1977 in Stuttgart) ist eine ehemalige deutsche Leichtathletin, die auf den Sprint spezialisiert war.
Sie wurde bei den Deutschen Meisterschaften 2002 Siebte über 200 Meter. Bei den Deutschen Hochschulmeisterschaften in diesem Jahr siegte sie über 100 und 200 Meter. In der Halle wurde Siepelt 2003 Hochschulmeisterin über 60 und 200 Meter sowie in der olympischen Staffel. Bei den Deutschen Meisterschaften 2005 in Wattenscheid wurde Siepelt mit der Mannheimer 4-mal-100-Meter-Staffel (Sabine Siepelt, Sabrina Mulrain, Johanna Kedzierski, Anne Möllinger) in 45,06 s Deutsche Meisterin.
Siepelt startete für SG Weilimdorf 1890, LAT Stuttgart, VfL Sindelfingen, LT DSHS Köln und MTG 1899 Mannheim.

## Persönliche Bestleistungen
- 100 Meter: 11,96 s, 27. Juli 2002 in Baden-Baden
- 200 Meter: 24,31 s, 9. Juni 2001 in Wipperfürth